# استان آنتورپ
استان آنتورپ (به هلندی: Antwerpen) در منطقه فلاندری در کشور بلژیک واقع شده‌است. شهر آنتورپ مرکز این استان است.